# Palnackie
Palnackie är en ort i Storbritannien.   Den ligger i kommunen Dumfries and Galloway och riksdelen Skottland, i den centrala delen av landet, 400 km nordväst om huvudstaden London. Palnackie ligger 15 meter över havet och antalet invånare är 148.
Terrängen runt Palnackie är platt österut, men västerut är den kuperad. Havet är nära Palnackie åt sydost.  Närmaste större samhälle är Dalbeattie, 4,7 km norr om Palnackie. I omgivningarna runt Palnackie växer i huvudsak blandskog.